# موسى تراوري
موسى تراوري (25 سبتمبر 1936 - 15 سبتمبر 2020)، هو سياسي، وعسكري محترف من مالي. ولد في كايس. تولى منصب رئيس جمهورية مالي من 19 نوفمبر 1968 إلى 26 مارس 1991.

## السجن والإفراج
في عام 1992، حكم على موسى تراوري بالإعدام لمقتل أكثر من 300 متظاهر. وحكم عليه مرة أخرى بالإعدام مع زوجته مريم تراوري في 1999 بتهمة ارتكاب جرائم اقتصادية، لاختلاس عدة مئات من ملايين فرنكات الاتحاد المالي الأفريقي. سيتم تخفيض عقوبة الإعدام هذه إلى السجن مدى الحياة من قبل الرئيس ألفا عمر كوناري في عام 1999، في 29 مايو من 2002 باسم المصالحة الوطنية، تم تبرئة كلاهما، على الرغم من أنه في البداية رفض تراوري العفو على أساس أن كل ممتلكاته نُهبت.

## وفاته
توفي يوم الثلاثاء 15 سبتمبر 2020 عن عمر 83 عامًا.

## روابط خارجية
- موسى تراوري على موقع الموسوعة البريطانية (الإنجليزية)
- موسى تراوري على موقع مونزينجر (الألمانية)

| موسى تراوري ولد: 25 سبتمبر 1936 |                                       |                       |
| منصب                            |                                       |                       |
| سبقه موديبو كيتا                | رئيس مالي 19 نوفمبر 1968–26 مارس 1991 | تبعه أحمد توماني توري |